# The Other Side of the Mirror
The Other Side of the Mirror é o quarto álbum de estúdio da cantora Stevie Nicks, lançado em maio de 1989.

## Faixas
1. "Rooms on Fire" — 4:30
2. "Long Way to Go" — 4:06
3. "Two Kinds of Love" (dueto com Bruce Hornsby) — 4:46
4. "Ooh My Love" — 5:02
5. "Ghosts" — 4:54
6. "Whole Lotta Trouble" — 4:58
7. "Fire Burning" — 3:16
8. "Cry Wolf" — 4:12
9. "Alice" — 5:50
10. "Juliet" — 4:55
11. "Doing the Best I Can (Escape from Berlin)" — 5:36
12. "I Still Miss Someone (Blue Eyes)" — 4:08

## Desempenho nas paradas musicais
Álbum
| Parada musical (1989)          | Posição |
| ------------------------------ | ------- |
| Estados Unidos - Billboard 200 | 10      |

Singles
| Ano  | Single           | Parada                     | Posição |
| ---- | ---------------- | -------------------------- | ------- |
| 1989 | "Rooms on Fire"  | Billboard Hot 100          | 16      |
| 1989 | "Rooms on Fire"  | Hot Mainstream Rock Tracks | 1       |
| 1989 | "Rooms on Fire"  | Adult contemporary         | 16      |
| 1989 | "Long Way to Go" | Hot Mainstream Rock Tracks | 1       |